# لئاندرو (بازیکن فوتبال، زاده ۱۹۵۹)
لئاندرو (پرتغالی: Leandro؛ زادهٔ ۱۷ مارس ۱۹۵۹) بازیکن فوتبال اهل برزیل است.
از باشگاه‌هایی که در آن بازی کرده‌است می‌توان به باشگاه فوتبال فلامینگو اشاره کرد.
وی همچنین در تیم ملی فوتبال برزیل بازی کرده‌است.